# جون شيلبي
جون شيلبي (بالإنجليزية: John Shelby)‏ هو لاعب كرة قاعدة أمريكي، ولد في 23 فبراير 1958 في ليكسينغتون في الولايات المتحدة.

## وصلات خارجية
- جون شيلبي على موقعبيزبول رفرنس.كوم (الدوري الرئيسي) (الإنجليزية)
- جون شيلبي على موقعبيزبول رفرنس.كوم (الدوري الثانوي) (الإنجليزية)
- جون شيلبي على موقع مشجعي الرسوم البيانية (الإنجليزية)